# Arius leptonotacanthus
Arius leptonotacanthus és una espècie de peix de la família dels àrids i de l'ordre dels siluriformes.

## Morfologia
Els mascles poden assolir els 21,1 cm de llargària total.

## Distribució geogràfica
Es troba al Pacífic occidental.